# ウグイ属
ウグイ属（ウグイぞく、学名：Pseudaspius）は、コイ目コイ科（ウグイ科とする説もあり）に分類される魚の属。サハリン、ロシア沿海地方、朝鮮半島東岸部、日本に生息する。

## 分類
模式種はPseudaspius leptocephalus。そのほかに日本産として4種（2亜種）が含まれ、日本産の種はTribolodon属として長らく分類されていた。ジュウサンウグイ・マルタウグイ・ウグイは降河回遊を行うが、他2種は行わない。
- Pseudaspius leptocephalus (Pallas, 1776) マンシュウウオ[4][5]
- Pseudaspius hakonensis (Günther, 1877) ウグイ Japanese dace[4]
- Pseudaspius nakamurai (Doi & Shinzawa, 2000) ウケクチウグイ Long lowerjaw dace[4]
- Pseudaspius sachalinensis (Nikolskii, 1889) エゾウグイ Ainu dace[4]
- Pseudaspius brandtii (Dybowski, 1872) マルタ（広義）
  - Pseudaspius brandtii brandtii (Dybowski, 1872) ジュウサンウグイ Jusan dace[4]
  - Pseudaspius brandtii maruta (Sakai & Amano, 2014) マルタ Maruta dace[4]

## 系統
旧Tribolodon属に最も近縁な種は、シベリアから中国の淡水域に分布するPseudaspius属のマンシュウウオ Pseudaspius leptocephalus とされていた。この種と旧Tribolodon属の間には、咽頭歯などの形態的共通点が多く、2020年に同属とする説が提唱された。旧Tribolodon属内ではウグイの分岐が最も早く、他の3種は相互に近縁であるとする結果もあるが、その他の解析では異なる結果も得られている。
分子時計によると、本属が他のコイ科魚類から分岐したのは鮮新世前期であると考えられる。これは日本海が形成された時期に当たり、日本海の海水化に伴って、海水への耐性が獲得されていったと推測される。
ウグイ科Leuciscidae（＝コイ科ウグイ亜科Leuciscinae）のうちOreoleuciscus属やアブラハヤ属Rhynchocyprisと単系統群を形成するとされ、これらの属とともにPseudaspininae亜科を構成する説もある。